# Rendőrség
Rendőrség, in italiano polizia, è il nome con il quale vengono indicate la polizia e le guardie della dogana ungheresi. Ha sede nel 13simo distretto di Budapest ed è composta da circa 45.000 addetti.
Dipendente dal Ministero dell'interno, svolge funzioni di polizia giudiziaria, amministrativa e gestisce l'ordine pubblico e la pubblica sicurezza.
Si tratta di una struttura ad ordinamento civile.

## Aeromobili in uso
| Aeromobile                    | Origine     | Tipo                                 | Versione (denominazione locale) | In servizio (2023) | Note |
| Elicotteri                    |             |                                      |                                 |                    | |
| MD Helicopters MD500          | Stati Uniti | elicottero da osservazione           | MD500E                          | 3                  | 6 MD500E usati, consegnati nel 1989-1990 dalla inglese Multiflight Aviation Services, 4 in servizio al maggio 2019. |
| MD Helicopters MD902 Explorer | Stati Uniti | elicottero da trasporto osservazione | MD902                           | 11                 | 5 MD902 entrati in servizio tra il 2016 e il 2017, acquistati di seconda mano (le macchine erano state prodotte tra il 1997 ed il 2001) dalla polizia del Baden Württemberg. 6 MD902 usati (prodotti tra il 1998 ed il 2007) sono stati acquistati nel 2018 in Gran Bretagna dove erano usati dalle forze di polizia. |

## Aeromobili ritirati
- Aérospatiale AS 355F2 Écureuil - 1 (2014)[2]
- PZL-Swidnik Mi-2(S) Hoplite - 7 esemplari (1978-2016)[2]